# Bradbury (Nouvelle-Galles du Sud)
Pour les articles homonymes, voir Bradbury.
Bradbury est une ville australienne de la banlieue de Sydney, située dans la zone d'administration locale de Campbelltown dans l'État de Nouvelle-Galles du Sud, en Australie.

## Géographie
La ville est une zone résidentielle située à 54 km au sud-ouest du centre-ville de Sydney. Elle comprend de nombreuses zones de verdure parsemées d'arbres indigènes comme le beaufortia (Bottlebrush), le frêne, le jacaranda ou le stringybark, qui donnent leurs noms à la plupart des odonymes de la ville.

## Histoire
D'abord appelée Sherwood Hills, la localité est nommée d'après William Bradbury, un aubergiste qui y était établi dans les années 1820-1830. Elle connaît un fort développement urbain à partir des années 1960.

## Démographie
En 2016, la population s'élevait à 8 800 habitants.

## Politique
Bradbury appartient à la zone d'administration locale de Campbelltown et relève de la circonscription de Macarthur pour les élections à la Chambre des représentants.